# SIGSTOP
SIGSTOP — сигнал на POSIX-сумісних платформах, який надсилається процесу, щоб зупинити його для пізнішого відновлення. Символьна змінна SIGSTOP оголошена у заголовному файлі signal.h. Символьні імена для процесів використовуються через те, що їхні номери залежать від конкретної платформи.

## Етимологія
SIG є загальноприйнятий префіксом для назв сигналів. STOP в точності означає стоп, зупинка (англ. stop).

## Використання
Після того, як процес отримує сигнал SIGSTOP, звичайною поведінкою для нього є перехід у стан "паузи". Процес продовжить своє виконання лише після того, як отримає сигнал SIGCONT. SIGSTOP та SIGCONT використовуються для управління завданнями в командних інтерпретаторах, серед інших цілей. SIGSTOP не може бути перехопленим або проігнорованим.